# Stazione di Mori
La stazione di Mori è una fermata ferroviaria posta sulla linea Bolzano-Verona. Serve il centro abitato di Mori, benché sia amministrativamente nel territorio del comune di Rovereto.

## Storia
Mori era anche la stazione di partenza della linea ferroviaria Mori-Arco-Riva, costruita dagli austriaci ed ora dismessa, che portava a Riva passando da Loppio e Nago.
Venne trasformata in fermata impresenziata il 24 giugno 2004.